# 安里大親
安里 大親（あさと うふや、生没年未詳）は成化年間（1465年 - 1487年）の琉球王国の人。唐名は毛興文、名乗は清信。第二尚氏王統初代・尚円王の即位を推挙した人物。毛氏永村殿内の元祖。

## 出自
泊村（現在の那覇市泊）の住人。もとは大城掟（うふぐしくうっち）と言った。出自は伝承によれば、伊覇按司一世の次男山田按司（の二世）の三男であり、護佐丸の兄弟と伝わる。
なお護佐丸の娘は6代尚泰久王に嫁ぎ百度踏揚を産んでおり（尚徳王は尚泰久側室・宮里阿護母志良礼の子である）、百度踏揚は阿麻和利や越来賢雄に嫁いだ。また尚泰久や3代尚忠王・5代尚金福王は、護佐丸や安里の一族伊覇按司一世の長女・眞鍋金（マチルギ）と尚巴志との子である。このように護佐丸や安里は第一尚氏と関係の深い外戚であった。史実のとおり護佐丸、阿麻和利が次々と乱で滅び、尚徳王の死で第一尚氏は終える事となる。

## 第二尚氏の立役者
第一尚氏尚徳王亡きあと、王族の誰を後継者とするか重臣たちが集った。ここに居合わせた安里大親が突然に神がかりして「虎の子は虎、悪王の子や悪王、物呉ゆすど我御主、内間御鎖ど我御主」と謡い始めた。一同これに「ヲーサーレー」と唱和して、第一尚氏王族ではない、第二尚氏初代の内間金丸（後の尚円王）を擁立したとされる。金丸が御物城御鎖之側の職にあったとき、通勤のため安里の家の前を頻繁に往復しており、よく顔をあわせていたという。
尚円王即位後、安里村（現・那覇市安里）の地頭職に任じられた。『球陽』によれば、安里大親は崇元寺の建立（諸説ある）や浮縄御嶽の成立にもかかったという伝承がある。